# آوریل لوین (آلبوم)
آوریل لوین (به انگلیسی: Avril Lavigne) پنجمین آلبوم استودیویی از خواننده و ترانه‌سرا کانادایی آوریل لوین است. این آلبوم در تاریخ ۱ نوامبر ۲۰۱۳ از طریق اپیک رکوردز در آمریکایی شمالی و توسط سونی میوزیک در سراسر جهان منتشر شد. لوین با تولیدکنندگان متعددی از جمله مارتین جانسون، پیتر سونسون، دیوید هاجز، مت سکیور و چد کروگر، همکاری کرد. این آلبوم برخلاف آلبوم قبلی سبکی کاملاً متفاوت دارد و صدای لوین در این آلبوم پر قدرت تر است و سبک این آلبوم پاپ راک است. جلسات ضبط این آلبوم در نوامبر ۲۰۱۱ شروع شد و دو سال بعد از فوریه ۲۰۱۳ به پایان رسید.
در این آلبوم شاهد همکاری‌های آوریل لوین با سایر خوانندگان دیگر از جمله مرلیس منسون و چد کروگر هستیم. این آلبوم در اولین هفته خود پس از انتشار توانست جایگاه ۵ در جدول ۲۰۰ آلبوم برتر بیلبورد را بدست آورد و ۴۷٬۸۷۳ نسخه بفروشد. همچنین این آلبوم در چارت ۲ کشور چین و تایوان توانست رتبه اول را بدست آورد.
۳ تک‌آهنگ به صورت رسمی از این آلبوم در سراسر دنیا منتشر شد. اولین آهنگ «به سلامتی هیچ وقت بزرگ نشدن» در تاریخ ۹ آوریل ۲۰۱۳ منتشر شد و توانست موفقیت‌های زیادی بدست آورد. دومین تک‌آهنگ این آلبوم به نام «راک ان رول» که در تاریخ ۲۷ اوت ۲۰۱۳ منتشر شد موفقیت چندانی نداشت اما سومین سینگل یعنی بگذار بروم که با همکاری چد کروگر همسر سابق لوین بود موفقیت زیادی داشت. آوریل برای توسعه بخشیدن به آلبوم خود تور جهانی (Avril Lavigne Tour) را نیز برگزار کرد.

## آهنگ‌ها
آهنگ "راک ان رول" که در سبک راک است در مورد بیانیه‌ای شگفت‌انگیز و شورش لوین است که در موزیک ویدیو آن به خوبی موضوع آهنگ را نشان میدند. آهنگ دوم " به سلامتی هیچ وقت بزرگ نشدن" است که دربارهٔ اوقات خوش دوران نوجوانی نوشته شده‌است. آهنگ سوم "۱۷" است که دربارهٔ ۱۷ سالگی و یادآور دوران دبیرستان و شکستن قوانین آن است. Bitchin Summer ترانه‌ای است که لوین دربارهٔ عشق و عاشقی دوران دبیرستان خود نوشته‌است و ترک پنجم آلبوم بگذار بروم که با همراهی چد کروگر است دربارهٔ سفر عشق و پیدا کردن دیگری است.
آهنگ هفتم دختر بد که با همراهی مرلین منسون است دربارهٔ مخالفت‌های یک پدر در برابر کارهای دخترش است. آهنگ هشتم این آلبوم که سلام کیتی نام دارد به‌دلیل علاقه لوین به ژاپن و تجارت آن در ژاپن فیلمبرداری شده‌است. آخرین و سیزدهمین آهنگ این آلبوم که Hush Hush نام دارد دربارهٔ پشیمانی، خشم و ناامیدی و ضعیف شدن است. لوین تمام اهنگ‌های این آلبوم را خود به همراه چند نفر نوشته‌است. همچنین آهنگ How you remind me برای فیلم One Piece Film: Z مورد استفاده قرار گرفت.

### تک اهنگ‌ها
اولین سینگل این آلبوم با نام به سلامتی هیچ وقت بزرگ نشدن در تاریخ ۹ آوریل ۲۰۱۳ توسط مارتین جانسون از گروه پسران مانند دختران منتشر شد. در هفته اول در چارت ۱۰۰ آهنگ برتر بیلبورد توانست رتبه ۲۸ را کسب کند و موفق‌ترین آهنگ این آلبوم بود که توانست ۳ گواهینامه پلاتینیوم و یک طلا کسب کند. موزیک ویدیو این آهنگ در ۹ می ۲۰۱۳ منتشر شد.
دومین سینگل این آلبوم با نام راک ان رول نیز در تاریخ ۲۷ اوت ۲۰۱۳ در کانال رسمی یوتیوب لوین منتشر شد و موفقیت‌های تجاری بسیار محدودی کسب کرد. موفقیت اصلی این آهنگ در ژاپن بود که در چارت این کشور رتبه ۵ را کسب کرد و در ایالات متحده آمریکا رتبه ۹۱. موزیک ویدیو این آهنگ در تاریخ ۱۲ اوت ۲۰۱۳ منتشر شد.
تک آهنگ بعدی در تاریخ ۷ اکتبر ۲۰۱۳ که با همکاری چد کروگر بود در ایستگاه رادیویی KBIG منتشر شد. ۱۵ اکتوبر نیز در آیتیونز در دسترس بود و بیشترین موفقیت را در کشور کانادا کسب کرد که در همین کشور موفق به دریافت گواهینامه طلا با ۴۰۰۰ فروش شد.

## فهرست قطعه‌ها
| شماره      | نام                                 | مدت   |
| ---------- | ----------------------------------- | ----- |
| ۱.         | «Rock n Roll»                       | ۳:۲۶  |
| ۲.         | «به سلامتی هیچ‌وقت بزرگ نشدن»        | ۳:۳۴  |
| ۳.         | «۱۷»                                | ۳:۲۴  |
| ۴.         | «بیچین سامر»                        | ۳:۳۰  |
| ۵.         | «Let Me Go» (با همراهی چد کروگر)    | ۴:۲۷  |
| ۶.         | «چیزی که دوست داری بهت میدم»        | ۳:۴۵  |
| ۷.         | «Bad Girl» (با همراهی مریلین منسون) | ۲:۵۴  |
| ۸.         | «هلو کیتی»                          | ۳:۱۶  |
| ۹.         | «تو هنوز چیزی ندیدی»                | ۳:۱۳  |
| ۱۰.        | «Sippin' on Sunshine»               | ۳:۲۹  |
| ۱۱.        | «سلام دل درد»                       | ۳:۴۹  |
| ۱۲.        | «سقوط سریع»                         | ۳:۱۳  |
| ۱۳.        | «هاش هاش»                           | ۳:۵۹  |
| مجموع مدت: | مجموع مدت:                          | ۴۵:۵۹ |

## تور
برای تبلیغ بیشتر آلبوم، لوین The Avril Lavigne tour را ابتدا از آسیا در تاریخ ۱ دسامبر ۲۰۱۳ شروع کرد و ۲۳ بار اجرا کرد. مقصد بعدی وی آمریکای جنوبی بود که در این قاره ۷ بار اجرا کرد. در مجموع لوین ۴۶ اجرا در سراسر دنیا در سال ۲۰۱۳–۱۴ کرد و در این تور ۷ تا از اهنگ‌های قدیمی خود را نیز اجرا کرد.
این تور توانست ۲٬۳۸۸٬۷۹۰ دلار از فروش بلیت‌های خود بدست آورد.